# Teixidor de São Tomé
El teixidor de São Tomé (Ploceus sanctithomae) és un ocell de la família dels ploceids (Ploceidae).

## Hàbitat i distribució
Habita els boscos de l'illa de São Tomé, al golf de Guinea.